# La Porte City
La Porte City is een plaats (city) in de Amerikaanse staat Iowa, en valt bestuurlijk gezien onder Black Hawk County.

## Demografie
Bij de volkstelling in 2000 werd het aantal inwoners vastgesteld op 2275. In 2006 is het aantal inwoners door het United States Census Bureau geschat op 2285, een stijging van 10 (0,4%).

## Geografie
Volgens het United States Census Bureau beslaat de plaats een oppervlakte van 6,8 km², geheel bestaande uit land. La Porte City ligt op ongeveer 253 m boven zeeniveau.

## Plaatsen in de nabije omgeving
De onderstaande figuur toont nabijgelegen plaatsen in een straal van 20 km rond La Porte City.